# Christian Schreder

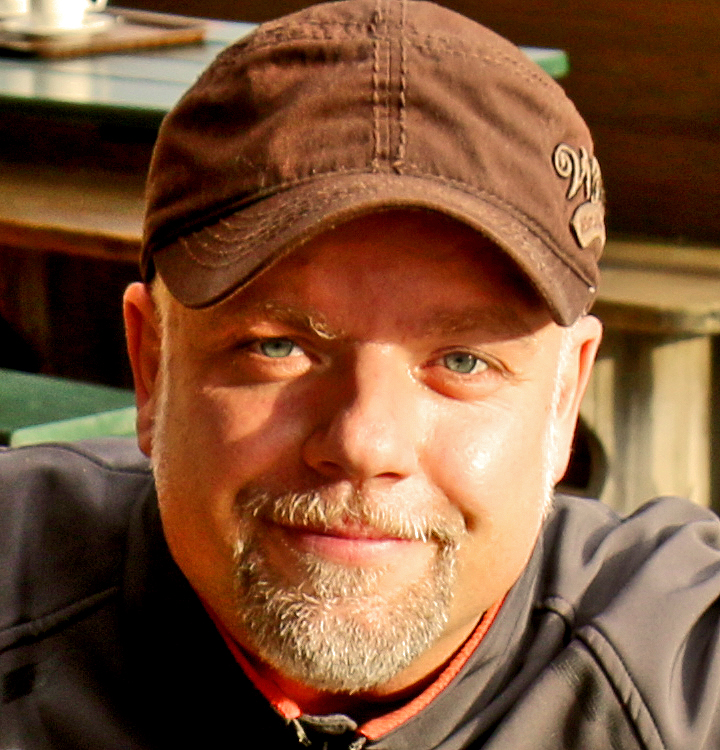
Christian Schreder, 2013

Christian Schreder (* 25. August 1970 in Mönchengladbach) ist ein deutscher Fernsehjournalist, Video- und Filmproduzent und Autor.

## Leben
Von 1997 bis 1999 war Schreder zunächst als freier Caster, später als fest angestellter Redakteur und stellvertretender Redaktionsleiter für die Sendungen Wat is? (WDR) mit Jürgen von der Lippe und die Quizsendung Risiko! (ZDF) mit Kai Böcking bei der Firma KaRo-Team GmbH in Bergisch Gladbach tätig.
Im Jahr 2000 folgte eine Festanstellung bei Endemol Entertainment GmbH als Redaktionsleiter Casting für diverse Light Entertainment-Formate. Gemeinsam mit dem damaligen Geschäftsführer Borris Brandt schuf er das Endemol Casting Office, verantwortlich für die Besetzung der Big Brother-Sendungen.
Als stellvertretender Redaktionsleiter war Christian Schreder bei der D&D Film- und Fernsehproduktion GmbH für die Umsetzung des WDR-Pilotprojekts Ich setz auf Dich! mit Ulla Kock am Brink und für die Pro7-Quizshow Galileo – The Game mit Aiman Abdallah verantwortlich. Für das Quiz einundzwanzig (RTL) mit Hans Meiser und Die Super Nanny (RTL) war Schreder Leiter der Castingredaktion. 
2004 wurde seine seit 2001 bestehende Firma ConcepTV Medienservice und -produktion zum Haupterwerb. Schreder realisierte und produzierte Beiträge für die Sendungen Wohnen nach Wunsch (Vox), Die Hammer Soap (RTL2), Style Attack (Vox), Auf Dübel komm raus (Kabel1), Endlich Schuldenfrei – mit Profis aus den Miesen (RTL 2), Jäger der vergessenen Schätze – bin ich reich? (Kabel1). 2006 folgte die Produktion der DVD Niederkrüchten – das grüne Herz des Niederrheins. Sie beinhaltet Imagefilme für die Kommune und Gewerbetreibende in Niederkrüchten und im Kreis Viersen. Im gleichen Jahr folgte eine weitere DVD mit dem Titel RYOBI – Selbermachen mit System. 2011 gründete er den Internet-TV-Sender rmr.tv, seit dem 15. Dezember 2011 mit dem ersten regionalen Fenster meingrenzland.tv online in Kooperation mit der Kölner Produktionsfirma Chilihaus TV GmbH und den Grenzland Nachrichten.
Schreder ist seit dem Jahre 2000 verheiratet, hat zwei Kinder und lebt in der Nähe von Mönchengladbach.

## Weitere Produktionen
- 2007 Regie f. Beiträge des Bundesministeriums für Wirtschaft und Technologie (IPTV f. Pixelpark)
- 2007–2009 Filmprojekt Jesuitenkloster f. Fa. Schleiff, Projektleitung, Regie
- 2007 Realisation Liebling – wir bringen die Kinder um (RTL2)
- 2007 Realisation Das Aschenputtel – Experiment (RTL2)
- 2007 Realisation / Autor / Casting / Schnitt Der Tanzmuffel (ZDF)
- 2008 Realisation Schön hier (WDR)
- 2008 Realisation Frauentausch (RTL2)
- 2008 Beiträge f. Abenteuer Alltag – Jetzt bauen wir! (Kabel1)
- 2008 Realisation f. SAT1 – Das Magazin (SAT1)
- 2008 Realisation f. RTL Punkt 12XL (RTL)
- 2008 Realisation f. SAM (Pro7)
- 2008 Realisation f. U20 – Deutschland, Deine Teenies (Pro7)
- 2008 Realisation f. Mein neuer Laden (RTL)
- 2008 Realisation f. Mitten im Leben (RTL)
- 2008 Realisation f. We are family (Pro7)
- 2008 Realisation f. daheim und unterwegs – Die Tauschreporter (WDR)[3]
- 2009 Realisation f. daheim und unterwegs – Die Tauschreporter zweite Staffel (WDR)
- 2009 Realisation f. aheim und unterwegs – Die Tauschreporter dritte Staffel (WDR)
- 2009 Produktion Imagefilm Peterhoff-Gruppe
- 2009 freier Autor WDR Düsseldorf (u. a. daheim & unterwegs, Lokalzeit Düsseldorf)
- 2009 Regie Europa – Imagefilmkampagne Firma SAPA – Aluminium[4]
- 2009 Realisation f. daheim und unterwegs – Land der Rekorde (WDR)
- 2009 Produktion von Gebärdenvideos / Gebärdensprachvideos für den Online – Auftritt der Gemeinde Brüggen
- 2010 Produktion von Sportreportagen für das Onlineportal liga1.tv, vormals eyep.tv (bis heute)
- 2010 Realisation von Reportagen für hier und heute (WDR)
- 2010 Produktion von Beiträgen für die Videoabteilung des dapd (bis heute)
- 2011 Realisation f. daheim und unterwegs – Die Tauschreporter vierte Staffel (WDR)
- 2011 Beiträge für west.art (WDR)
- 2011 Beiträge für Nachtkultur (SWR)
- 2011 Sportberichterstattung für Sky Sport News HD
- 2011 Sportberichterstattung für Sport1
- 2012 Lokalreporter für Lokalzeit Aachen (WDR)
- 2012 Sportberichterstattung für LigaTotal (Telekom)
- 2012 Redakteur on location für n-tv
- 2012 Produktion Imagefilm der Gemeinde Brüggen
- 2012 Produzent für DfB-TV
- 2014 Produzent für Fussball.DE
- 2016 Videoproducer für Sport1
- 2016 Konzept und Umsetzung von FVM TV, dem Videoportal des Fußballverbands Mittelrheins
- 2016/2017 Leitender Kameramann / Head VJ für Die Rekruten, Image- und Nachwuchsgewinnungskampagne des Bundesministeriums für Verteidigung im Auftrag von SpinTV
- 2017 Videoproducer für die Nachwuchsgewinnungskampagne der Bundeswehr für Offiziere
- 2017 Videoproducer für die CNG Mobility Kampagne der Volkswagen AG
- 2017/2018 Produktion Imagefilm für die Tourismusförderung der Gemeinde Niederkrüchten
- 2019 Servicepartner Videoproduktion Messe Düsseldorf, Produktion von Messevideos für Aussteller
- 2019 Beiträge für Brisant (ARD) und WDR 5 (Audio)
- 2020 Produktion Videorundgänge durch Kindertagesstätten für verschiedene Träger
- 2021 Produktion Imagefilme für die AWO Düsseldorf
- 2022 Produktion Imagefilme für die AWO Essen
- 2022 Produktion Videoreihe 50 Jahre Gemeinde Niederkrüchten
- 2023 Produktion Videorundgänge für die AWO Oberhausen